# Sébastien Rouet
Pour les articles homonymes, voir Rouet.
Pas d'image ? Cliquez ici

a Compétitions nationales et continentales officielles uniquement.

b Matchs officiels uniquement.
Dernière mise à jour le 26 décembre 2023.
Sébastien Rouet, né le 19 février 1985 à Bayonne (Pyrénées-Atlantiques), est un joueur international espagnol d'origine française de rugby à XV qui évolue au poste de demi de mêlée.
Son frère Guillaume Rouet est également joueur professionnel de rugby à XV et évolue au poste de demi de mêlée.

## Biographie
Il est le frère de Guillaume Rouet, également joueur professionnel de rugby à XV.
Après une carrière professionnelle l'ayant vu passer par Pau, Lourdes, Saint-Étienne et Narbonne, il rejoint l'Avenir gruissanais en Fédérale 2 en 2018, où il reste deux saisons. En 2020, il rejoint son club formateur, l'Hasparren AC. Il devient salarié à temps plein du club, devenant entraîneur au sein du club. Il s'occupe à temps plein des moins de 14 ans, et conseille les joueurs de charnière des rangs minimes à juniors.